# But (fiume)
Il But (Bût in friulano, Pooch in tedesco timavese) è un corso d'acqua friulano, affluente di sinistra del fiume Tagliamento.

## Nomi e grafia
In friulano il corso d'acqua ha un nome femminile: si dice, dunque, la Bût.
Nell'uso attestato dai documenti storici, il tratto più a monte (sino alla confluenza con la Pontaiba, presso Paluzza, se non addirittura a quella col Chiarsò, presso Cedarchis) era chiamato semplicemente Fiume o addirittura fiume detto Fiume (friulano Flum). Una traccia di ciò rimane nell'uso dialettale timavese, che continua a denominare il corso d'acqua Pooch, che come termine generico significa semplicemente "torrente".

## Percorso
Nasce nell'alta Carnia, nei pressi di Timau e del passo di Monte Croce Carnico, e percorre con direzione nord-sud il Canale di San Pietro, detto anche, appunto, Val But, bagnando i comuni di Paluzza, Cercivento, Sutrio, Arta Terme e Zuglio, prima di gettarsi nel Tagliamento presso Caneva, frazione di Tolmezzo.

## Come confine
Il corso d'acqua in alcuni tratti funge da confine tra i comuni di Paluzza e di Cercivento; di Paluzza e di Sutrio; di Arta Terme e di Zuglio.

## Affluenti
I principali affluenti sono, a sinistra, il rio Fontanon, la Pontaiba, il Chiarsò, il rio Randice; a destra la Gladegna, il rio di Saustri, il rio Buede.

## Sfruttamento idroelettrico
La Bût ed alcuni dei suoi affluenti sono utilizzati per la produzione idroelettrica dall'Enel e dalla SECAB.

## Navigazione
Sino al XIX secolo il corso d'acqua ospitava alcuni porti per la fluitazione del legname. La portata del fiume, allora maggiore di quella attuale, consentiva una navigazione (esclusivamente in discesa e con zattere) a partire da Rivo di Paluzza; altri porti erano ubicati a Cedarchis e a Tolmezzo.